# 希日涅
48°3′53″N 34°25′17″E / 48.06472°N 34.42139°E
希日涅（烏克蘭語：Хижине）是烏克蘭中部的村莊，隸屬第聶伯羅彼得羅夫斯克州的第聶伯羅區。該村距離涅扎布季涅1公里，海拔高度117米，2001年人口90。